# مستوى فيرمي
مستوي فيرمي في فيزياء الجوامد (بالإنجليزية: Fermi level) هو مستوي أفتراضي لطاقة وضع إلكترون في مادة بلورية. فعندما يشغل أحد الإلكترونات (وهو واقع تحت تأثير مجالات الذرات المحيطة) يكتسب طاقة وضع {\displaystyle \epsilon } مساوية لكمونه الكيميائي {\displaystyle \mu } حيث يرتبط الاثنان ببعضهما البعض في توزيع فيرمي-ديراك

{\displaystyle F_{e}(\epsilon )={\frac {1}{e^{(\epsilon -\mu )/(kT)}+1}}}
تحسب تلك المعادلة احتمال أن يشغل أحد الإلكترونات تبلغ طاقته {\displaystyle \epsilon } حالة كمومية معينة في المادة الصلبة.
حيث:
T درجة الحرارة المطلقة،
k هو ثابت بولتزمان.
عندم يكون الشطر الأسي في المعادلة مساويا 1 تكون {\displaystyle \epsilon =\mu } ، وبالتالي تعطي قيمة
{\displaystyle F_{e}(\epsilon )} «مستوي فيرمي»، كحالة احتمال أن يشغلها الكترون بنسبة 50% عند درجة حرارة معينة للجسم الصلب. أي احتمال أن نجد إلكترونا في مستوى فيرمي يكون 50% عند درجة حرارة معينة.
- نجد أن مستوي فيرمي يتغير بتغير درجة الحرارة، وهو يسمى لدى الكيميائيين كمون كيميائي. وعند درجة الصفر المطلق تتساوى مستوي فيرمي وطاقة فيرمي، حيث لا تعتمد طاقة فيرمي على درجة الحرارة.

## توزيع فيرمي-ديراك
يحسب توزيع فيرمي-ديراك (f(E احتمال أن نجد حالة يشغلها إلكترون ذو طاقة E عند توازن ترموديناميكي لنظام:
{\displaystyle f(E)={\frac {1}{1+\mathrm {exp} [{\frac {E-\mu }{k_{\mathrm {B} }T}}]}}={\frac {1}{1+\mathrm {exp} [{\frac {\epsilon }{k_{\mathrm {B} }T}}]}}~,}
حيث:
- μ الكمون الكيميائي (والذي يعتمد على درجة الحرارة T);

- {\displaystyle \epsilon \equiv E-\mu } طاقة الإلكترون مقاسة بالنسبة إلى الكمون الكيميائي ;

- {\displaystyle k_{\mathrm {B} }} ثابت بولتزمان ;
- T درجة الحرارة، كلفن.

نهتم بقيمة هذه المعادلة خصيصا عندما تكون {\displaystyle f(\mu )=0.5} .
فهذا يكون معناه أن نصف عدد الذرات يوجد في حالة الطاقة {\displaystyle \epsilon \equiv E-\mu }.

## مستوى فيرمي وأشباه الموصلات
في فيزياء أشباه الموصلات لا نهتم بالطاقة بصفة رئيسية، حيث تتكون معادلات فيزياء أشباه الموصلات طاقاتا مختلفة، مثل
(EC-EF). ولا نحتاج لاستنتاج معادلات أشباه الموصلات إلى الطاقة عند الصفر المطلق. فنحن في التعامل مع أشباه الموصلات ونهتم «بفرق الجهد» بصرف النظر عن فرق الجهد المطلق.
ونهتم عند التعامل مع أشباه الموصلات باستنتاج معادلات عن وضع «مستوى فيرمي»
EF
بالنسبة إلى مستويي الطاقتين
EC و EV وهما مستوى بداية حيز التوصيل ومستوى قمة حيز التكافؤ على التوالي ن، مع الأخذ في الاعتبار نسبة وتأثير التشويب. يُدخل التشويب مستويات طاقة للإلكترونات إضافية إلى الفجوات في حيز التوصيل، وقد تشغل إلكترونات تلك الفجوات أو لا تشغلها، وهذا يعتمد على درجة الحرارة ومؤثرات أخرى مما يحث مستوى فيرمي EF على الانزياح إلى مستوى الطاقة التي كان عليها قبل التشويب. ويسمى مستوى الطاقة التي يكون عليه «مستوى فيرمي» بدون مشوب «مستوى فيرمي الذاتي» ويرمز له بالرمز Ei.
وتعتبر نظرية فيزياء أشباه الموصلات - في حالة توازن ترموديناميكي - وضع مستوى فيرمي بالنسبة إلى بنية الحيزات الطاقية وتعين كثافة الإلكترونات وكثافة الفجوات في سبه الموصل.
فعندما نوصل شبه موصل "B" بسلك أرضي بحيث لا يكون موصولا ببطارية أو مصدر للكهرباء، عندئذ يكون «مستوى فيرمي» في شبه المصول موصولا بمستوى فيرمي للأرض. وهذا يعني أنه عند تشويب مادة شبه الموصل تنزاح طاقة الحيز للمادة "B" بالنسبة إلى مستوى فيرمي العام للأرض والمادة "B" الغير مشوبة. في تلك الظروف يتسبب التشويب أو تغير التشويب في انتقال شحنة كهربية بين شبه الموصل "B" والأرض.
لمعرفة تفاصيل أكثر في هذا الموضوع أنظر

## الجهد الكهركيميائي ومكوناته
الجهد الكهركيميائي هو شكل من أشكال كمون دينامي حراري. وهو كمية وحدتها وحدة طاقة. وفي بعض الأحوال - مثلما عند دراسة دالة شغل - يكون من الأنسب الكلام عن الجهد الكهركيميائي كخاصة تتكون من جزئين: «جزء إلكتروستاتيكي»، وجزء آخر «كيميائي».
ولا توجد طريقة لقياس ذلك الجزئين على انفراد، لذلك يسميه بعض العلماء «الجهد الكهركيميائي» أو ببساطة كمون كيميائي.

## اقرأ أيضا
- دالة شغل
- تأثير كهرضوئي
- تأثير ضوء جهدي
- خلية شمسية
- تأثير كومبتون
- إنتاج زوجي
- تأثير كهرضوئي